# 臺灣新未來智庫協會
新未來智庫是台灣的智庫，由原蘇系改造而成的，加入成員的包括：蘇貞昌女兒立法委員蘇巧慧、吳秉叡、張宏陸、前立法委員呂孫綾以及陳賴素美，成立聯合問政辦公室並籌組智庫「新未來智庫」。

## 起源
新未來智庫設立臺北市青島東路辦公室，由蘇巧慧國會辦公室主任吳祥榮（蘇貞昌擔任民進黨主席期間，任職新境界文教基金會副執行長）擔任「台灣新未來智庫協會」籌備主委；智庫研究公共政策，聯合問政辦公室則專攻法案。